# ARGON
ARGON，團名有「ART Go On」的意思，是韓國MSH Entertainment於2019年推出的六人男子組合，成員包括Haneul、Roel、Kain、Yeoun、 Gon及Jaeun。

## 成員資料
| 成員列表 |      |          |        |        |                |                 |                      |
| 藝名     | 藝名 | 藝名     | 本名   | 本名   | 本名           | 出生日期/出生地 | 隊內擔當             |
| 漢字     | 諺文 | 羅馬拼音 | 漢字   | 諺文   | 羅馬拼音       | 出生日期/出生地 | 隊內擔當             |
| HANEUL   | 하늘 | Haneul   | 李浩那 | 이하늘 | Lee Haneul     | 1996年6月3日/   | 副唱、rapper         |
| ROEL     | 로엘 | Roel     | 金新浩 | 김선호 | Kim Sunho      | 1997年2月13日/  | 領唱                 |
| KAIN     | 카인 | Kain     | 房誜浩 | 방준호 | Bang Jun Ho    | 1997年3月25日/  | 隊長、主領舞、rapper |
| YEOUN    | 여운 | Yeoun    | 李敬斌 | 이경빈 | Lee Kyeong Bin | 1997年9月3日/   | 副主唱               |
| GON      | 곤   | Gon      | 金聖中 | 김성중 | Kim Sung Joong | 1998年11月13日/ | 主唱                 |
| JAEUN    | 재운 | Jaeun    | 韓在雲 | 한재운 | Han Jae Un     | 1999年9月28日/  | 低音rapper、忙內     |

## 活動經歷

### 出道前
2016年，Jaeun曾以藝名WIN於團體INX出道。
2017年，Kain曾在防彈少年團第二次世界巡迴演唱會2017 BTS Live Trilogy Episode III: The Wings Tour擔任伴舞員。

### 出道後
2019年3月11日，以歌曲《Master Key》正式出道。
2019年4月28日-6月29日，在日本東京新宿區: K-Stage O 舉行《ARGON 2019 1st JAPANLIVE》，共31天，合共62場小型音樂會。
2019年10月2日，以歌曲《Give Me Dat》作回歸。
2023年2月15日，GON參加JTBC推出的偶像團隊賽生存節目《Peak Time》，組成企劃團體TEAM 24:00。

## 音樂作品

### 迷你專輯
|     | 內容                                                                        | 曲目                                                                                                 |
| 1st | 《Master Key》 - 發行日期：2019年3月11日 - 語言：韓語 - 銷量：              | 曲目 1. ARGON 2. Master Key 3. 지구와 달 4. Master Key (Inst.)                                       |
| 2nd | 《Go Forward : Wide Dream》 - 發行日期：2019年10月2日 - 語言：韓語 - 銷量： | 曲目 1. Second Story (Intro) 2. Give Me Dat 3. Stranger 4. Times Up 5. 제자리 6. Give Me Dat (Inst.) |

## 外部連結
- MSH Entertainment（页面存档备份，存于）
- ARGON的Facebook專頁
- ARGON的Instagram帳戶
- ARGON的X（前Twitter）
- ARGON（页面存档备份，存于）的Daum Cafe
- YouTube上的ARGON頻道
- V Live上的ARGON 官方頻道（页面存档备份，存于）